# Язарлу, Марал
Доктор Марал Язарлу-Патрик (англ. Dr. Maral Yazarloo-Pattrick, урождённая Maral Yazarloo, перс. مارال یازرلو‎;‎ 18 ноября 1981) — мировой рекордсмен по мотоспорту иранского происхождения, модельер, художница, специалист по маркетингу, мотивирующий спикер и участница кампании за права женщин.

## Ранние годы и образование
Доктор Марал Язарлу-Патрик родилась в Келарабаде, городе, расположенном на севере Ирана. Марал выросла и получила образование в Иране. Она получила степень бакалавра в области развития бизнеса (BBD) в Карском университете Тегерана. В 2004 году она переехала в Индию, чтобы получить степень магистра делового администрирования (MBA) и доктора философии по маркетингу в Университете Пуны.

## Корпоративная карьера
Доктор Марал Язарлу-Патрик начала свою корпоративную карьеру в индийской компании по продаже недвижимости Panchshil в 2006 году и занимала должность главы отдела розничной торговли и маркетинга в течение 11 лет до марта 2017 года.

## Дизайн одежды и искусство
Доктор Марал Язарлу-Патрик изучала дизайн одежды в Милане и в 2012 году основала свой модный бренд House of Maral Yazarloo. Она дебютировала в качестве модельера на показе в Париже, а также продемонстрировала свои коллекции в Риме, Лондоне, Индии и Дубае. Марал также продемонстрировала своё керамическое искусство и картины на холстах на пяти выставках в Иране и Индии. Её флагманский магазин и дизайнерская мастерская находятся в Пуне, Индия.

## Байкинг
По состоянию на 2018 год доктор Марал Язарлу-Патрик является рекордсменом по максимальному пробегу на супербайке для женщин — более 250 000 км. Её достижения в мире велоспорта принесли ей титул «Королевы супербайков Индии».
Её первым мотоциклом был Harley Davidson 48, а затем Harley Nightrod Special. Она первая леди Harley, посетившая большинство гонок в Индии и по всему миру, и за 5 лет она пробежала самые высокие километры.
Она первая леди, владеющая мотоциклами Ducati и BMW GS в Индии, была директором HOG (Harley Owners Group) (2015) и вице-президентом Ducati Club (2016). Она также основала группу верховой езды «Ladies of Harley» и является основательницей первого в истории женского супер байк-клуба «Lady Riders of India».

## Мировой одиночный байк-тур — Ride To Be One
В марте 2017 года доктор Марал Язарлу-Патрик начала сольный мировой байк-тур по семи континентам (Азия, Австралия, Северная Америка, Южная Америка, Антарктида, Африка и Европа) без поддержки или команды. Поездка началась в Индии, и за 18 месяцев подряд Марал посетила 64 страны, преодолев более 110 000 км. Этот одиночный мотопробег призван разрушить стереотипы и установить мировой рекорд для женщин-байкеров в Азии и на Ближнем Востоке.
В настоящее время Марал проводит кампанию за получение иранскими женщинами разрешений и лицензий для катания на мотоциклах. Она также выступает за повышение осведомлённости об изнасилованиях и домашнем насилии в отношении женщин.

## Влияние
Д-р Марал Язарлу-Патрик выступала в качестве спикера и участника отраслевых форумов, включая Форум розничной торговли в Лас-Вегасе, Конклав LFS (роскошь, мода и стиль — Luxury, Fashion & Style) в Индии и ADL в Милане. Она также была мотивационным спикером на форумах, среди которых были TEDx SIUKirkee Pune, университет Содружества Вирджинии в Катаре и Международный университет Symbiosis.
В феврале 2017 года доктор Марал Язарлу-Патрик получила награду «Самый влиятельный человек Пуны» от журнала Femina, Индия.
В сентябре 2017 года радиостанция KIRN в США передала интервью с Марал о её байк-поездке по миру. В июле 2018 года BBC News выпустили интервью с Марал, в котором рассказывалось о её поездке по миру и её информационной кампании для иранских женщин. Позже в том же году BBC News внесла Марал в список «100 вдохновляющих и влиятельных женщин со всего мира на 2018 год». В 2020 году она выиграла премию The Economic Times «ET GEN NEXT Icons Award».

## Личная жизнь
Доктор Марал Язарлу-Патрик живёт в Пуне, Индия, с 2004 года. Она страстная путешественница: Марал также объездила 67 стран мира. Она вышла замуж за Александра Уильяма Патрика в октябре 2017 года в Мачу-Пикчу в Перу, во время своего одиночного мирового велопробега. В течение последних 6 месяцев путешествия она была беременна. Её дочь Нафас Элизабет Патрик родилась в ноябре 2018 года. Доктор Марал Язарлу-Патрик в настоящее время проживает в Нью-Дели, Индия.